# Euxoa uramina
Euxoa uramina är en fjärilsart som beskrevs av Smith 1905. Euxoa uramina ingår i släktet Euxoa och familjen nattflyn. Inga underarter finns listade i Catalogue of Life.